# George Eric Rowe Gedye
George Eric Rowe Gedye ([ˈgɛdiː]; * 27. Mai 1890 in Clevedon, Somerset; † 21. März 1970; oft in der Form G. E. R. Gedye zitiert) war ein britischer Journalist, Autor und Geheimdienstmitarbeiter.

## Leben und Wirken
Der Auslandskorrespondent bedeutender britischer und amerikanischer Blätter war der Sohn des Lebensmittelhändlers George Edward Gedye. Er engagierte sich früh für Demokratie in Deutschland und Österreich und gegen den Nationalsozialismus. Persönlich wurde er als kühl, reserviert und distanziert höflich beschrieben.
Gedye besuchte einen Offizierslehrgang an der London University, um danach im Ersten Weltkrieg als einfacher Infanterist an der Westfront zu kämpfen. Nach seiner Verwundung 1916 war er ab 1917 als Offizier im britischen militärischen Nachrichtendienst tätig. Zuerst war er dem Stab des britischen Militärgouverneurs von Köln zugeteilt, wo er, nicht zuletzt wegen seiner ausgezeichneten Kenntnis der deutschen und französischen Sprache, vor allem mit dem Verhören von Kriegsgefangenen betraut war. Später arbeitete er für den alliierten Hochkommissar für das Rheinland.
1922 wählte er die journalistische Laufbahn und war fast zwei Jahrzehnte als Berichterstatter führender englischer und amerikanischer Zeitungen in Mitteleuropa tätig. Er lebte in Köln und wurde bald für seine investigative Arbeitsweise bekannt und anerkannt. Gedyes Berichte für die Times über die Ruhrbesetzung von 1923 waren eine Anklage gegen das imperialistische Streben Poincarés. In der wirtschaftlichen Knebelung Deutschlands durch den Friedensvertrag von Versailles erkannte er bereits früh den Nährboden für einen Aufstieg des Nationalsozialismus. Wegen dieser Reportagen wurde er 1924 nach London ins außenpolitische Ressort der Times zurückgerufen.
1925 entsandte ihn die Times nach Wien. Nachdem er seine Berichte nicht an die redaktionell vorgegebene Linie anpasste, wurde er entlassen. Bald danach arbeitete er kurze Zeit für den Daily Express, bevor seine Zusammenarbeit mit dem Daily Telegraph begann. Gedye baute in Wien ein Redaktionsbüro auf, das bald für mehrere Länder aus Mittel- und Osteuropa zuständig war.
1929 wechselte Gedye zur New York Times, die ihn 1931 zum Leiter des Büros für Zentral- und Südosteuropa bestellte. Daneben schrieb er auch für andere Zeitungen, darunter für The Nation und für britische Blätter, hielt aber eine gewisse Distanz zu den häufig im Wiener Café Louvre versammelten angelsächsischen Korrespondenten Marcel Fodor, John Gunther und Dorothy Thompson. „In Wien hatte er den Kampf der jungen Republik gegen Inflation und Wirtschaftskrise miterlebt, hier war er Zeuge geworden der Leistungen einer sozialdemokratischen Gemeindeverwaltung (siehe Rotes Wien) – und der unheilvollen Politik einer Reihe klerikaler Regierungen. Als Demokrat war Gedye nach Wien gekommen – als Sozialdemokrat, wozu er nach eigenen Worten unter dem Donner der Dollfuß-Kanonen, unter dem Erlebnis der Februarkämpfe geworden war, verließ er es.“ 1934 half Gedye dem jungen Kim Philby bei der Rettung von Kämpfern des Republikanischen Schutzbundes. Zeitweilig über Österreich verhängte Nachrichtensperren umging er, indem er in das nahegelegene Bratislava fuhr.
Nach dem „Anschluss“ wurde Gedye als unerwünschter Ausländer von der Gestapo abgeschoben. Nach kurzem Aufenthalt in London lebte er in der Folge zunächst in Prag und vollendete dort sein bekanntestes Buch Fallen Bastions. The Central European Tragedy. Darin attackierte Gedye scharf die britische Appeasement-Politik und sprach aus, „was die an den Faschismus verkauften Österreicher und Tschechoslowaken fühlten und litten, aber unter der Knute Hitlers, unter der Drohung des Konzentrationslagers nicht mehr selbst sagen konnten.“
Nachdem Gedyes Buch eine leidenschaftliche Anklage und vernichtende Verurteilung des Appeasement-Kurses Neville Chamberlains darstellte, lehnte der ursprünglich vorgesehene Verlag die Veröffentlichung des Buches ab. Auch der konservative Daily Telegraph, für den Gedye zehn Jahre lang tätig gewesen war, stellte ihn vor die Entscheidung, entweder auf die Veröffentlichung seines Buches oder auf seinen Posten als Mitteleuropakorrespondent zu verzichten. Gedye gab seine Stellung auf und entschied sich für sein Buch. Der Erfolg gab ihm recht, sein Werk erschien innerhalb von zwei Monaten in fünf Auflagen.
Nach dem Einmarsch der Nazis in die Tschechoslowakei am 14. März 1939 musste sich Gedye im Dach der britischen Gesandtschaft in Prag verstecken, bis er zehn Tage später von den Deutschen die Genehmigung zur Ausreise nach Polen erhielt. Kurzfristig, bis 1940, war Gedye dann Korrespondent der New York Times in Moskau und verbrachte einige Jahre in der Türkei, wo er für den britischen Kriegsgeheimdienst Special Operations Executive (SOE) tätig war. Er fungierte dabei unter anderem als Führungsoffizier für die exilierten österreichischen Sozialdemokraten Karl Hans Sailer und Stefan Wirlandner. Letztere versuchten ab 1943 von Istanbul aus, Verbindungen nach Österreich herzustellen. 1942 wurde Gedye von der türkischen Polizei verhaftet und deutsche Blätter behaupteten, er habe an einem Komplott zur Ermordung des deutschen Botschafters Franz von Papen mitgewirkt. Gedye kam aber rasch frei und verbrachte den Rest des Krieges im Nahen Osten.
Ab 1945 war Gedye wieder Mitteleuropakorrespondent, diesmal für die sozialistische Londoner Zeitung Daily Herald, unter anderem schrieb er eine Artikelserie zugunsten des hungernden Wien. Gedye wandte sich auch publizistisch gegen die Vertreibung der sudetendeutschen Bevölkerung aus der Tschechoslowakei nach 1945.
Sein Sohn Robin Gedye war bis 1996 langjähriger Deutschlandkorrespondent für den Daily Telegraph in Bonn.

## Schriften (Auswahl)
- A Wayfarer in Austria. Methuen & Co Ltd., London 1928.
- The Revolver Republic. France’s bid for the Rhine. Arrowsmith, London 1930
  - Die Revolver-Republik. Frankreichs Werben um den Rhein. Aus dem Englischen von Hans Garduck. Vorwort von Friedrich Grimm. Gilde-Verlag, Köln 1931.
  - The French in the Ruhr. From the Revolver Republic. Auszüge. Bearbeitet von Maria Alphonsa Beckermann. Schöningh, Paderborn/Würzburg 1935 (Schöninghs englische Lesebogen; Nr. 30)
  - The Revolver Republic. Bearbeitet von Maria Alphonsa Beckermann. Schöningh, Paderborn/Würzburg 1938 (Schöninghs englische Lesebogen; Nr. 31)
- Heirs To The Habsburgs. With a Foreword by G. P. Gooch. J. W. Arrowsmith, Bristol 1932.
- Fallen Bastions. The Central European Tragedy. Victor Gollancz Ltd., London 1939
  - Betrayal in central Europe. Austria and Czechoslovakia, the fallen bastions. New and revised edition. Harper & Brothers, New York 1939
  - Suicide de l'Autriche. La Tragedie de l'Europe Centrale. Texte francais de Maximilien Vox. Union latine d' editions, Paris 1940
  - Die Bastionen fielen. Wie der Faschismus Wien und Prag überrannte. Übersetzt von Henriette Werner und Walter Hacker. Danubia, Wien 1947
  - Als die Bastionen fielen. Die Errichtung der Dollfuss-Diktatur und Hitlers Einmarsch in Wien und den Sudeten. Eine Reportage über die Jahre 1927–1938. Nachdruck der deutschen Ausgabe von 1947. Junius, Wien 1981, ISBN 3-900370-01-X.
- Communism in Czechoslovakia. The Contemporary Review Company, London 1952.
- Introducing Austria. Methuen & Co., London 1955.

Mitarbeit und Beiträge
- La justice militaire. In: Gerhard Wächter: French Troops on the Rhine. A danger to the peace of Europe. G. Heger, Heidelberg 1927. (Nicht im Handel erschienen.)
- We Saw it Happen: The News Behind the News That's Fit to Print. Sammelband, hrsg. von Hanson W. Baldwin and Shepard Stone. Mit Beiträgen von Arthur Krock; F. Raymond Daniell; Frank Nugent; Douglas Churchill; Elliott V. Bell; Ferdinand Kuhn Jr.; Russell Owen; John Kieran; William R. Conklin; Hugh Byas; Brooks Atkinson und Louis Stark. Simon and Schuster, New York 1939.
- Die Wahrheit über den Februar 1934. Mit Beiträgen von Otto Bauer, Léon Blum, Julius Deutsch, Rosa Jochmann, Theodor Körner, Wilhelmine Moik, Rudolfine Muhr, Adolf Perlmutter, Marianne Pollak, Oscar Pollak, Helene Potetz, Gabriele Prost, Erwin Scharf, Adolf Schärf, Paul Speiser, Emile Vandervelde, Paula Wallisch und P. G. Walker. Sozialistischer Verlag, Wien o. J. (um 1946); (= Sozialistische Hefte, Folge 12).
- Wien. Teil des Artikels: Briefe aus vier Hauptstädten: Krise des Parlamentarismus? In: Der Monat. Eine internationale Zeitschrift für Politik und geistiges Leben. Mit Beiträgen von Czesław Miłosz, Oscar Handlin, Arthur Koestler, Gustav Stern, Fritz Brühl, Gustav Mersu und Friedrich Luft. Hrsg. von Melvin J. Lasky. Berlin 1953. 5. Jahrgang, Juni. Heft 57.4.

Übersetzungen
- Ernst Marboe (Hrsg.): The Book of Austria. Österreichische Staatsdruckerei, Wien 1948.